# Punjab (Pakistan)
Punjab (Shahmukhi: پنجاب: Punjab.oggⓘ) là tỉnh đông dân nhất tại Pakistan với xấp xỉ 56% dân số của quốc gia này. Các khu vực lân cận là Azad Kashmir (Pakistan) và Jammu và Kashmir (Ấn Độ) ở phía đông bắc, bang Punjab và Rajasthan của Ấn Độ ở phía đông, tỉnh Sindh ở phía nam, tỉnh Balochistan ở phía tây nam, tỉnh Khyber Pakhtunkhwa ở phía tây, và Lãnh thổ Thủ đô Islamabad ở phía bắc. Người Punjab là sắc dân đa số trong tỉnh, ngoài ra còn có các nhóm dân tộc khác. Ngôn ngữ chính trong tỉnh là tiếng Punjab và tiếng Saraiki  và các phương ngữ của tiếng Mewati và tiếng Potowari. Tên gọi Punjabxuất phát từ tiếng Ba Tư "Panj" (پنج) (Năm), và Āb (آب) (Nước), i.e. Năm dòng nước - đề cập đến 5 phụ lưu của sông Ấn: Jhelum, Chenab, Ravi, Beas và Sutlej.
Punjab là tỉnh phát triển nhất, đông dân nhất và phồn thịnh nhất tại Pakistan. Lahore vốn đã là thủ phủ của Punjab trong một nghìn năm; và thành phố là trung tâm văn hóa, lịch sử, hành chính và kinh tế chính của cả tỉnh. Punjab là cửa ngõ đi xuống Nam Á của những kẻ xâm lược đến từ Hy Lạp, Trung Á, Iran và Afghanistan. Punjab từng là lãnh thổ của các đế chế và triều đại khác nhau trong suốt chiều dài lịch sử, bao gồm Nền văn minh sông Ấn, Aryans, Kushan, Scythian, Ba Tư, Ả Rập, Thổ Nhĩ Kỳ, Ghaznavid, Timurid, Mughal, Afghan, Sikh và người Anh

## Địa lý

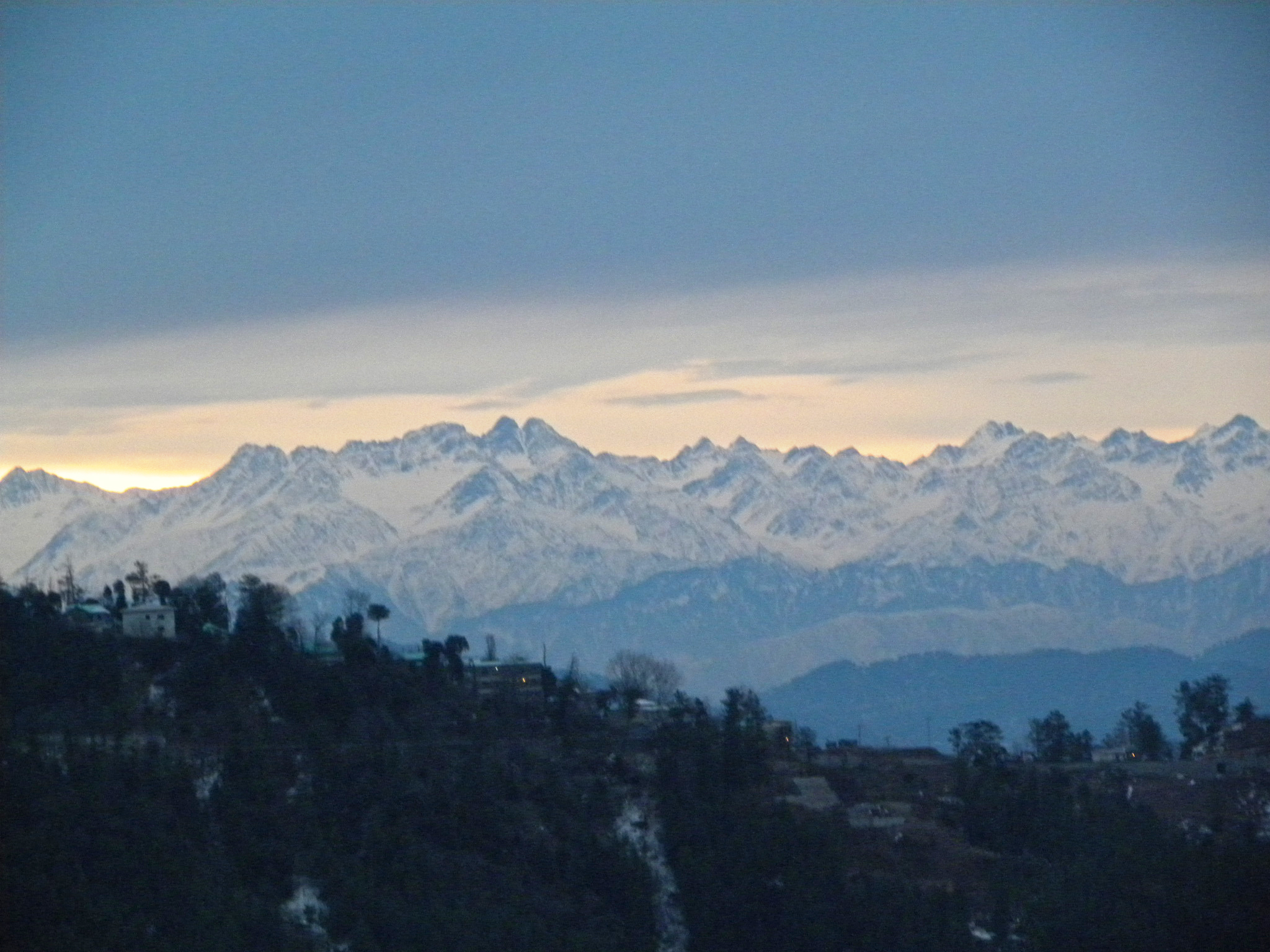
Bình minh trên Himalaya,Bắc Punjab

Punjab là tỉnh lớn thứ hai tại Pakistan với 205.344 km2 (79.284 dặm vuông Anh) chỉ sau tỉnh Balochistan. Punjab nằm ở rìa tay bắc của mảng địa chấn Ấn Độ tại Nam Á. Thủ phủ và thành phố lớn nhất là Lahore, đây cũng là trung tâm lịch sử của cả vùng Punjab lớn hơn. Toàn vùng Punjab có 6 dòng sông lớn, trong đó có 5 là chảy qua Punjab thuộc Pakistan. Tỉnh Punjab bao quanh nhưng không bao gồm Lãnh thổ Thủ đô Islamabad.
Tỉnh Punjab chủ yếu là các đồng bằng màu mỡ ven các thung lũng sông, trong khi các sa mạc nằm rải rác tại khu vực giáp với Rajasthan và Dãy núi Sulaiman. Khu vực bao gồm Hoang mạc Thar và Hoang mạc Cholistan. Sông Ấn và các phụ lưu của mình chảy từ phía bắc xuống nam của tỉnh. Phong cảnh Punjab chủ yếu là ruộng đồng và các con kênh tưới tiêu. Thời tiết ở đây biến đổi từ nóng và khô ở phía nam cho đến những nơi mát mẻ ở những vùng đồi phía bắc, như các ngọn núi thuộc dãy Himalaya. Khu vực Punjab có nhiệt độ dao động từ -2° đến 40 °C, nhưng có thể lên tới 47 °C (117 °F) vào mùa hè và xuống dưới -5 °C vào mùa đông.
- Khí hậu nóng (Tháng 4 đến tháng 6) nhiệt độ thường xuyên lên tới khoảng43 °C.
- Mùa mưa (Tháng 7 đến tháng 9) Lượng mưa trung bình là 96 cm ở vùng bán sơn địa và 46 cm ở vùng đồng bằng.
- Khí hậu ôn hòa (Tháng 10 đến tháng 3). nhiệt độ xuống tớ khoảng 4 °C.

## Nhân khẩu
Dân số của tỉnh Punjab ước tính là 81.330.531 người năm 2010 và chiếm trên một nửa dân số của toàn Pakistan. Ngôn ngữ chính trong tỉnh là tiếng Punjab (viết bằng Chữ Shahmukhi) và người Punjab là nhóm dân tộc lớn nhất trong tỉnh cũng như trong cả nước. Tiếng Punjab là ngôn ngữ cấp tỉnh của Punjab. Ngôn ngữ này không được Hiến pháp Pakistan công nhận là ngôn ngữ chính thức cấp quốc gia. Người Punjab vốn không đồng nhất thuộc các bộ tộc, thị tộc (Qaum (tiếng Urdu:  قوم ))và các cộng đồng khác nhau.
Ngoài ra trên địa bàn tỉnh còn có một số dân tộc nhỏ hơn gồm người Siraiki, người Hindkowan, Người Kashmir, người Sindh, người Pashtun, người Baloch và người Muhajir. Người Muhajir và những người nói tiếng Urdu di cư từ Ấn Độ và định cư tại Pakistan sau năm 1947. Ngoài ra cũng có nhiều người tị nạn Afghanistan cư trú tại tỉnh từ hơn 30 năm trước trở lại đây.
Theo thống kê của Pakistan năm 1998, Punjab có 73.621.290 số dân, chiếm 55,63% toàn quốc. Phân bố ngôn ngữ tại tỉnh Punjab là: Tiếng Punjab (75,23%), Tiếng Saraiki (17,36%), Tiếng Urdu (4,51%), Tiếng Pashtun (1.16%), Tiếng Baloch (0,66%), Tiếng Sindh (0.13%), còn lại là 0.95%. Dân số tỉnh Punjab (Pakistan) ước tính 97.21% là người Hồi giáo với đa số theo phái Sunni Hanafi và thiểu số theo phái Shia Ithna 'ashariyah. Cộng đồng không theo Hồi giáo lớn nhất là người Công giáo với 2.31% dân số. Các tôn giáo khác gồm Ahmedi, Ấn Độ giáo, Đạo Sikh, Parsis và Bahá'í.

## Hành chính
Tỉnh Punjab được chia thành 36 quận.

Districts of Punjab (Pakistan)

| Thứ tự | Quận            | Diện tích (km²) | Dân số(1996) | Mật độ (người/km²) |
| ------ | --------------- | --------------- | ------------ | ------------------ |
| 1      | Attock          | 6.858           | 1.274.935    | 186                |
| 2      | Bahawalnagar    | 8.878           | 2.061.447    | 232                |
| 3      | Bahawalpur      | 24.830          | 2.433.091    | 98                 |
| 4      | Bhakkar         | 8.153           | 1.051.456    | 129                |
| 5      | Chakwal         | 6.524           | 1.083.725    | 166                |
| 6      | Chiniot         |                 | 965.124      |                    |
| 7      | Dera Ghazi Khan | 11.922          | 1.643.118    | 138                |
| 8      | Faisalabad      | 5.856           | 5.429.547    | 927                |
| 9      | Gujranwala      | 3.622           | 3.400.940    | 939                |
| 10     | Gujrat          | 3.192           | 2.048.008    | 642                |
| 11     | Hafizabad       | 2.367           | 832.980      | 352                |
| 12     | Jhang           | 8.809           | 2.834.545    | 322                |
| 13     | Jhelum          | 3.587           | 936.957      | 261                |
| 14     | Kasur           | 3.995           | 2.375.875    | 595                |
| 15     | Khanewal        | 4.349           | 2.068.490    | 476                |
| 16     | Khushab         | 6.511           | 905.711      | 139                |
| 17     | Lahore          | 1.772           | 6.318.745    | 3.566              |
| 18     | Layyah          | 6.291           | 1.120.951    | 178                |
| 19     | Lodhran         | 2.778           | 1.171.800    | 422                |
| 20     | Mandi Bahauddin | 2.673           | 1.160.552    | 434                |
| 21     | Mianwali        | 5.840           | 1.056.620    | 181                |
| 22     | Multan          | 3.720           | 3.116.851    | 838                |
| 23     | Muzaffargarh    | 8.249           | 2.635.903    | 320                |
| 24     | Narowal         | 2.337           | 1.265.097    | 541                |
| 25     | Nankana Sahib   | 2.960           | 1.410.000    |                    |
| 26     | Okara           | 4.377           | 2.232.992    | 510                |
| 27     | Pakpattan       | 2.724           | 1.286.680    | 472                |
| 28     | Rahim Yar Khan  | 11.880          | 3.141.053    | 264                |
| 29     | Rajanpur        | 12.319          | 1.103.618    | 90                 |
| 30     | Rawalpindi      | 5.286           | 3.363.911    | 636                |
| 31     | Sahiwal         | 3.201           | 1.843.194    | 576                |
| 32     | Sargodha        | 5.854           | 2.665.979    | 455                |
| 33     | Sheikhupura     | 5.960           | 3.321.029    | 557                |
| 34     | Sialkot         | 3.016           | 2.723.481    | 903                |
| 35     | Toba Tek Singh  | 3.252           | 1.621.593    | 499                |
| 36     | Vehari          | 4.364           | 2.090.416    | 479                |

## Thành phố chính
| Các thành phố chính tại Punjab                        | Các thành phố chính tại Punjab | Các thành phố chính tại Punjab | Các thành phố chính tại Punjab | Các thành phố chính tại Punjab |
| Hạng                                                  | Thành phố                      | Quận                           | Dân số                         | Lahore Rawalpindi              |
| ----------------------------------------------------- | ------------------------------ | ------------------------------ | ------------------------------ | ------------------------------ |
| 1                                                     | Lahore                         | Lahore                         | 7.129.609                      | Lahore Rawalpindi              |
| 2                                                     | Faisalabad                     | Faisalabad                     | 2.880.675                      | Lahore Rawalpindi              |
| 3                                                     | Rawalpindi                     | Rawalpindi                     | 1.991.656                      | Lahore Rawalpindi              |
| 4                                                     | Multan                         | Multan                         | 1.606.481                      | Lahore Rawalpindi              |
| 5                                                     | Gujranwala                     | Gujranwala                     | 1.569.090                      | Lahore Rawalpindi              |
| 6                                                     | Sargodha                       | Sargodha                       | 600.501                        | Lahore Rawalpindi              |
| 7                                                     | Bahawalpur                     | Bahawalpur                     | 543.929                        | Lahore Rawalpindi              |
| 8                                                     | Sialkot                        | Sialkot                        | 510.863                        | Lahore Rawalpindi              |
| 9                                                     | Sheikhupura                    | Sheikhupura                    | 426.980                        | Lahore Rawalpindi              |
| 10                                                    | Jhang                          | Jhang                          | 372.645                        | Lahore Rawalpindi              |
| Nguồn: World Gazetteer 2010                           |                                |                                |                                |                                |
| Danh sách này chỉ gồm dân số đô thị của các thành phố |                                |                                |                                |                                |

## Kinh tế
Mặc dù không có bờ biển, Punjab vẫn là tỉnh công nghiệp hóa nhất Pakistan, Punjab luôn là tỉnh đóng góp nhiều nhất cho nền kinh tế của đất nước. Tiềm lực kinh tế của Punjab đã tăng bốn lần kể từ năm 1972. Tỉnh chiếm 54,7% GDP của Pakistan năm 2000 và 59% vào năm 2010. Punjab chiếm ưu thế trong ngành dịch vụ và nông nghiệp của nền kinh tế Pakistan, chiếm tỉ trọng từ 52,1% đến 64,5% trong ngành dịch vụ và từ 56,1% đến 61,5% trong ngành nông nghiệp. Ngoài ra, tỉnh cũng có nhiều chuyên gia và nhân lực công nghệ cao nhiều nhất trong cả nước. Tỉnh chiếm ưu thế trong ngành chế tạo, tuy nhiên chủ yếu là những sản phẩm không lớn, chiếm 44% đến trên 52,6% của cả nước. Năm 2007, Punjab đạt được tốc độ tăng trưởng 7,8% và trong thời kỳ từ năm 2002 - 2003 đến 2007 - 2008, tỉnh luôn đặt mức tăng trưởng từ 7% đến 8% mỗi năm và trong năm 2008-09 tỉnh tăng tưởng 6% trong khi tốc độ tăng trưởng GDP của Pakistan ở mức 4%.
Punjab có khí hậu nhiệt đới ẩm và khô, tuy nhiên việc làm tốt công tác thủy lợi đã khiến cho tỉnh có một nền nông nghiệp phong phú. Hệ thống kênh tưới nội đồng do người Anh xây dựng được tại tỉnh coi là lớn nhất trên thế giới. Lúa mì và bông là các cây trồng chính. Các cây trồng khác là lúa gạo, mía, kê, ngô, cây lấy dầu, đậu, rau, và hoa quả như kinoo (một loại giống như quả quýt). Ngành chăn nuôi cũng khá quan trọng và mặc dù có một quá khứ thù địch, các nông dân Punjab vẫn tiếp tục sử dụng lịch Ấn Độ giáo để gieo trồng và thu hoạch.

## Giáo dục
Tỷ lệ biết chữ của tỉnh đã tăng lên đáng kể từ khi giành được độc lập. Punjab là tỉnh có Chí số phát triển con người cao nhất cả nước (0.670).
| Năm  | Tỉ lệ biết chữ |
| ---- | -------------- |
| 1972 | 20,7%          |
| 1981 | 27,4%          |
| 1998 | 46,56%         |
| 2008 | 79,7%          |

Nguồn:

### Đại học công

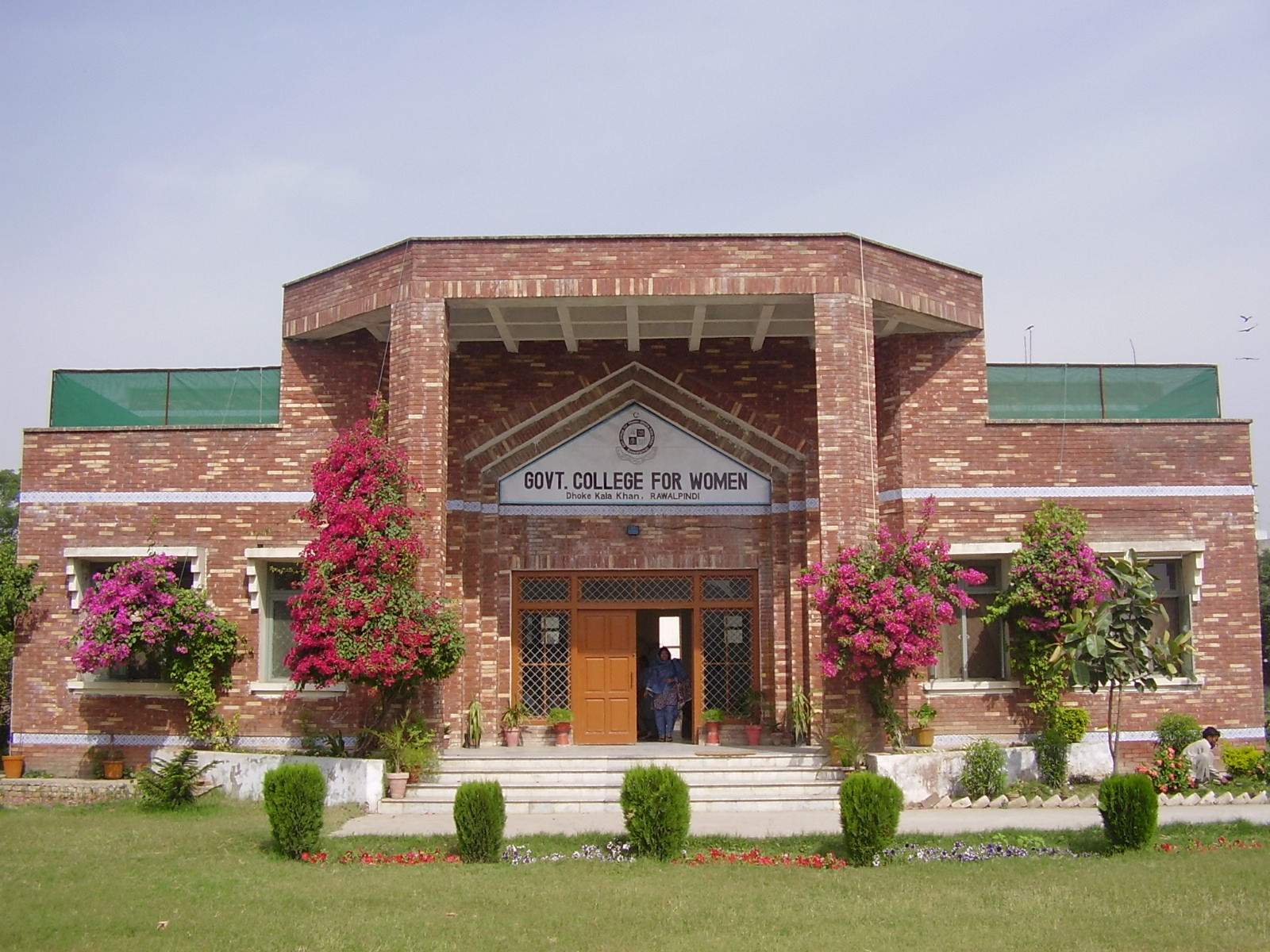
A women's college in Rawalpindi

- COMSATS Institute of Information Technology, Lahore
- Allama Iqbal Medical College, Lahore University of the Punjab

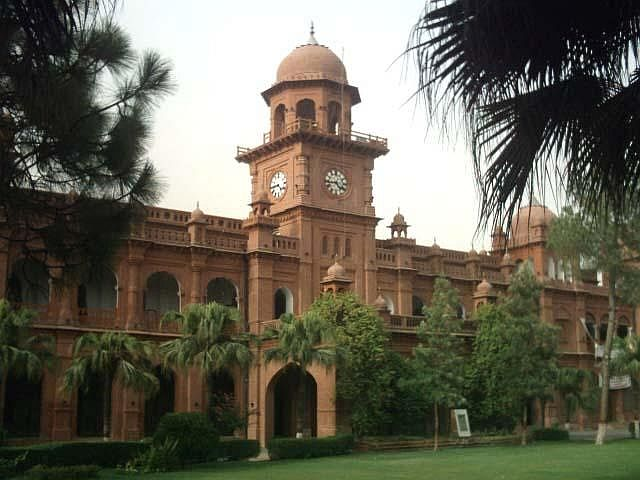
University of the Punjab

- Bahauddin Zakariya University, Multan
- Fatima Jinnah Women University, Rawalpindi
- Government College University, Lahore
- Government College University, Faisalabad
- The Islamia University of Bahawalpur, Bahawalpur
- Kinnaird College for Women, Lahore
- King Edward Medical College, Lahore
- Lahore College for Women University, Lahore
- Lahore College for Women University, Jhang campus
- Cadet College Lưu trữ ngày 17 tháng 10 năm 2010 tại Wayback Machine Hassanabdal, Pakistan
- National College of Arts, Lahore
- National Textile University, Faisalabad
- University of Agriculture, Faisalabad
- University of Arid Agriculture, Rawalpindi
- University of Education, Lahore
- University of Engineering and Technology, Lahore, Faisalabad
- University of Engineering and Technology, Taxila
- University of Health Sciences, Lahore
- University of Gujrat, Gujrat
- University of the Punjab, Lahore, Gujranwala
- University of Sargodha, Sargodha
- University of Veterinary and Animal Sciences, Lahore
- Virtual University of Pakistan, Lahore

### Đại học tư nhân
- Hajvery University, Lahore
- Beaconhouse National University, Lahore
- Forman Christian College, Lahore
- GIFT University, Gujranwala
- Imperial College of Business Studies, Lahore
- Institute of Management Sciences, Lahore, Pak-AIMS, Lahore
- Lahore School of Economics, Lahore
- Lahore University of Management Sciences, Lahore
- Minhaj International University, Lahore
- Munawwar-ul-Islam Institute of Research, Gujrat[20]
- National College of Business Administration and Economics, Lahore
- University of Management and Technology, Lahore
- University of Central Punjab, Lahore
- University of Faisalabad, Faisalabad
- Cadet College,Skardu, Skardu
- University of Lahore, Lahore
- University of South Asia, Lahore
- Superior University, Lahore
- University of Munawwar-Ul-Islam, Gujrat[21]
- International Islamic University, Bahawalpur
- University College Lahore, Lahore
- National University of Computer & Emerging Sciences, Lahore[22]
- CMH Lahore Medical College, Lahore
- University of Health Sciences, Lahore

## Thư viện ảnh

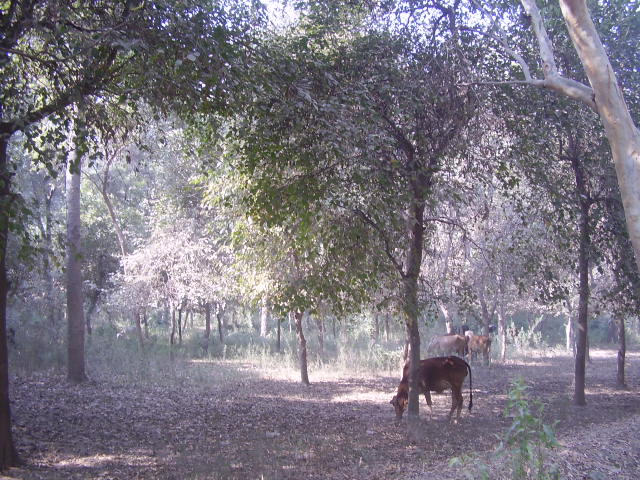
Rừng già tại Punjab
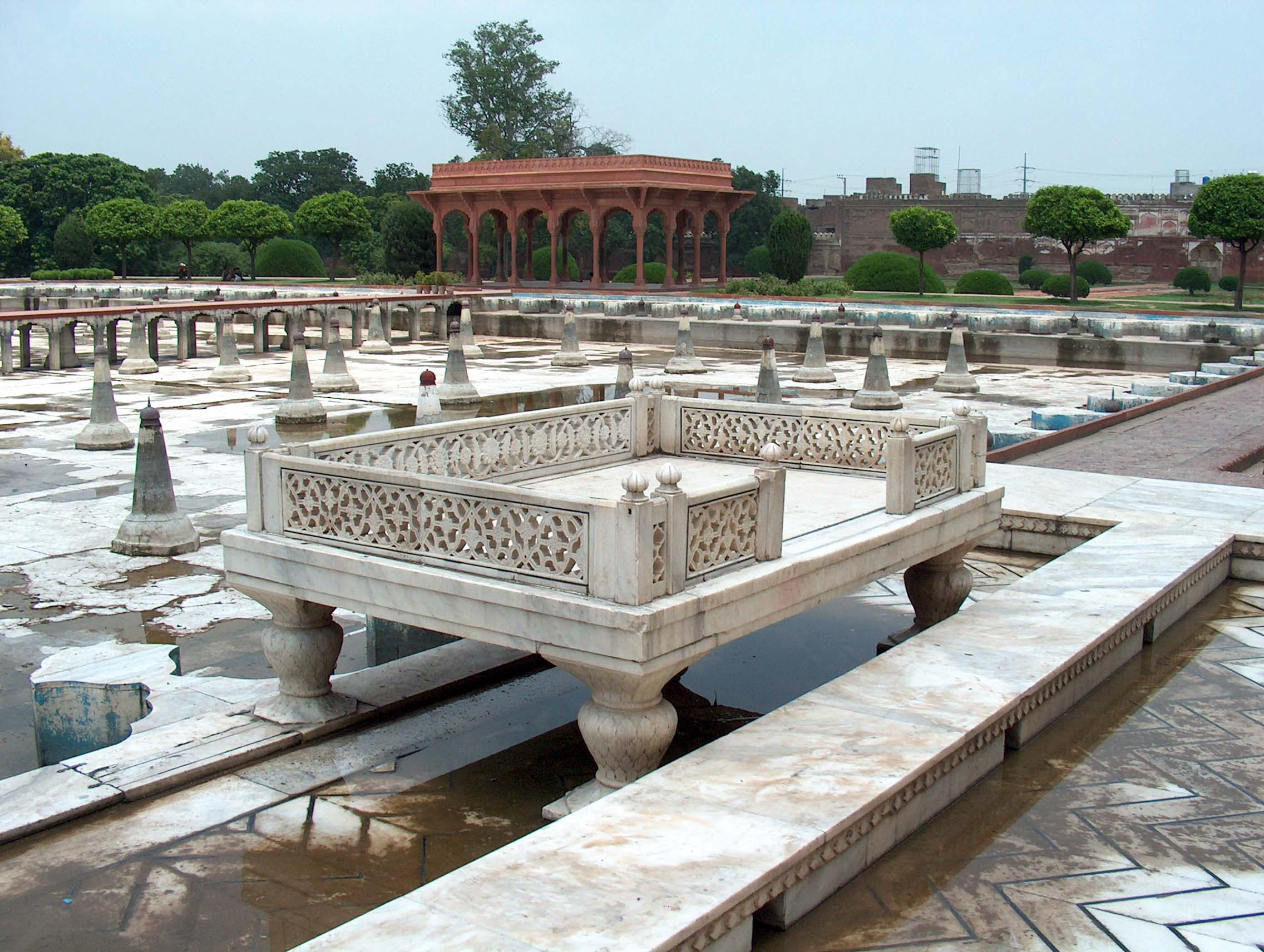
The Shalimar Gardens in Lahore
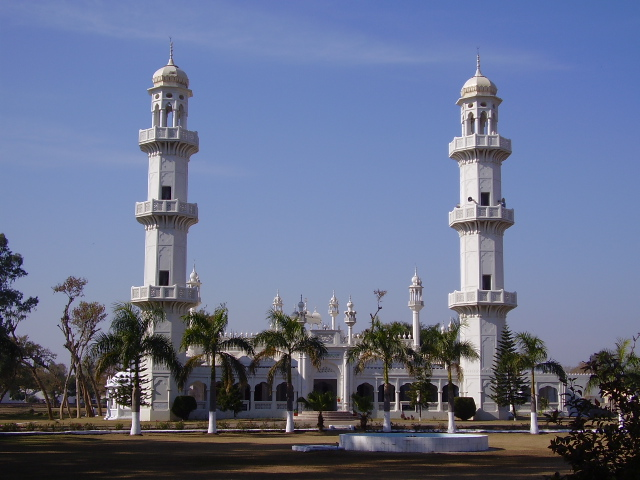
CMH Mosque, Jhelum Cantt
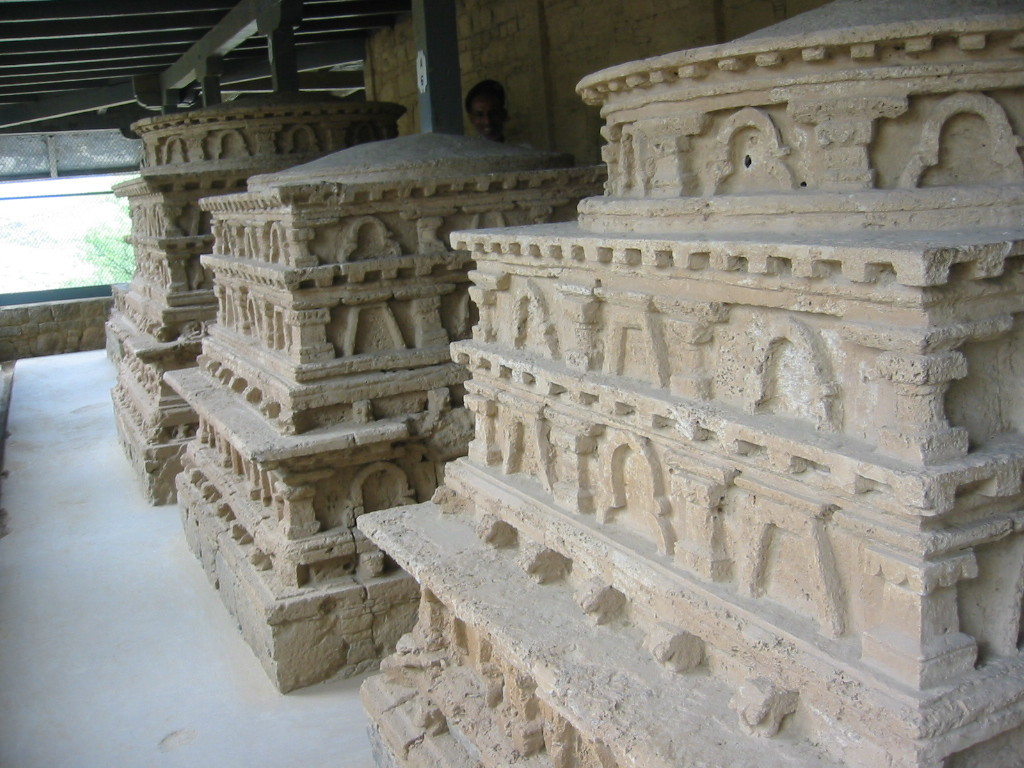
Taxila is a World Heritage Site
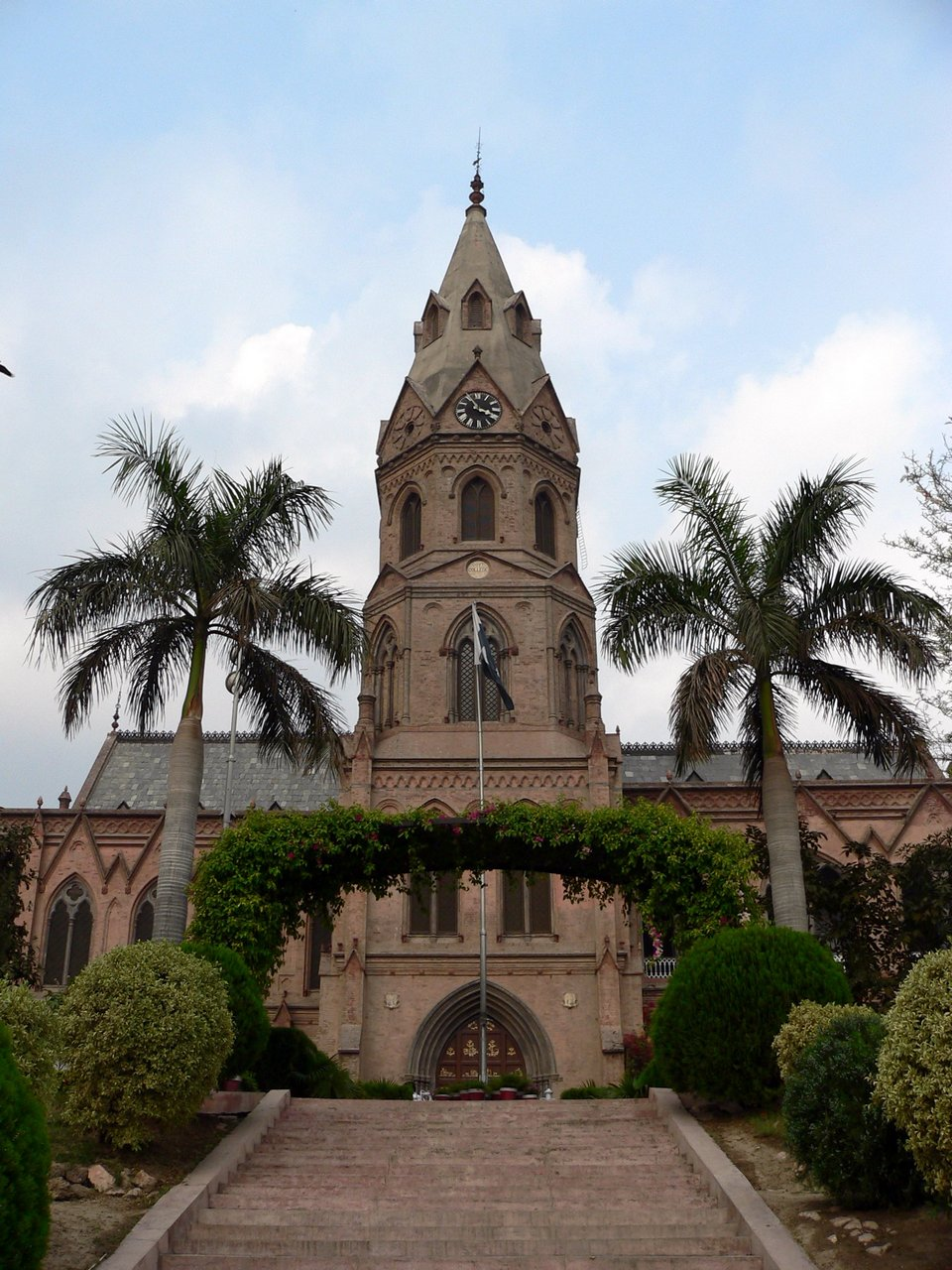
Clock Tower at Govt College University, Lahore
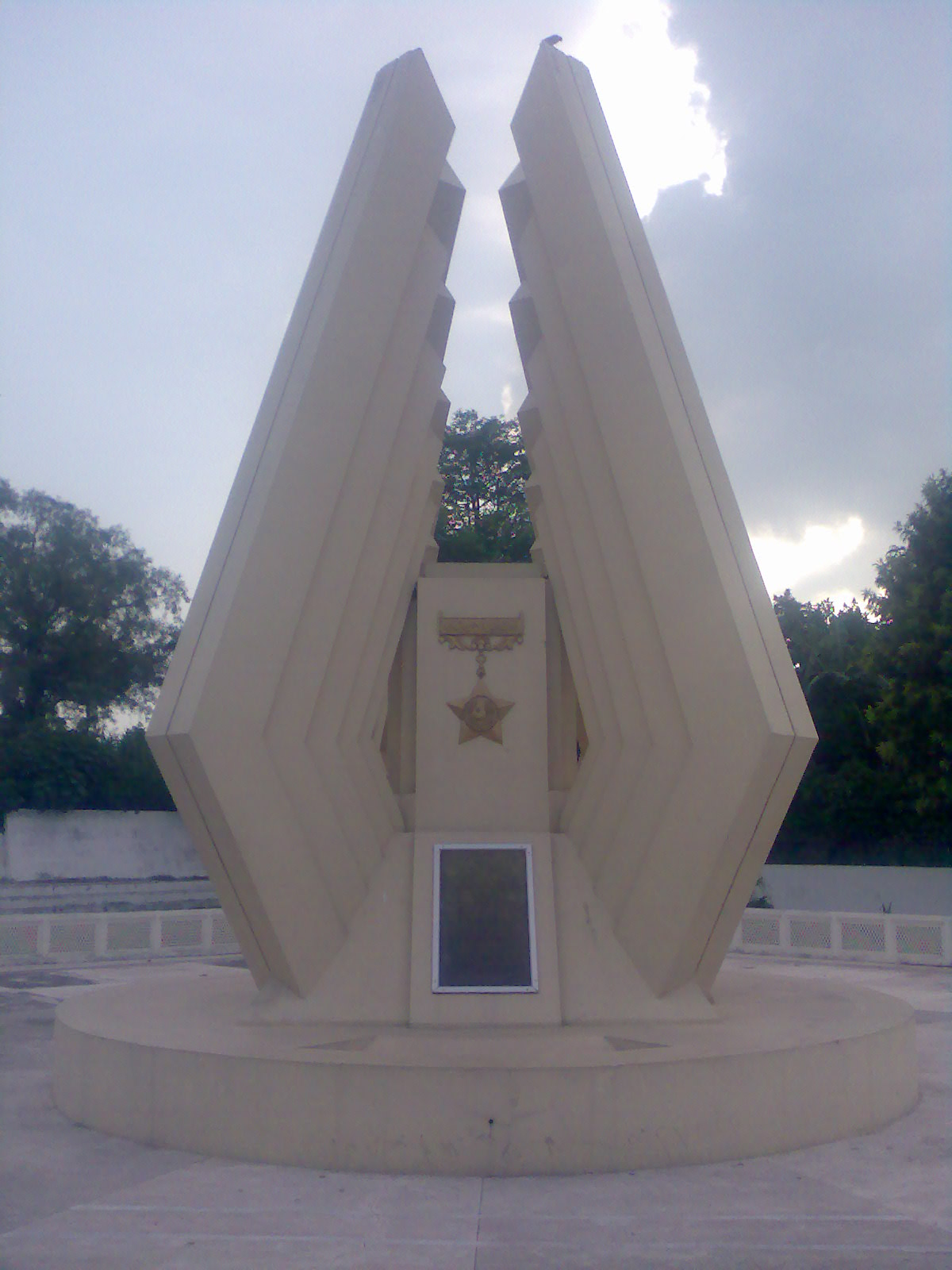
Major Akram Memorial, Jhelum
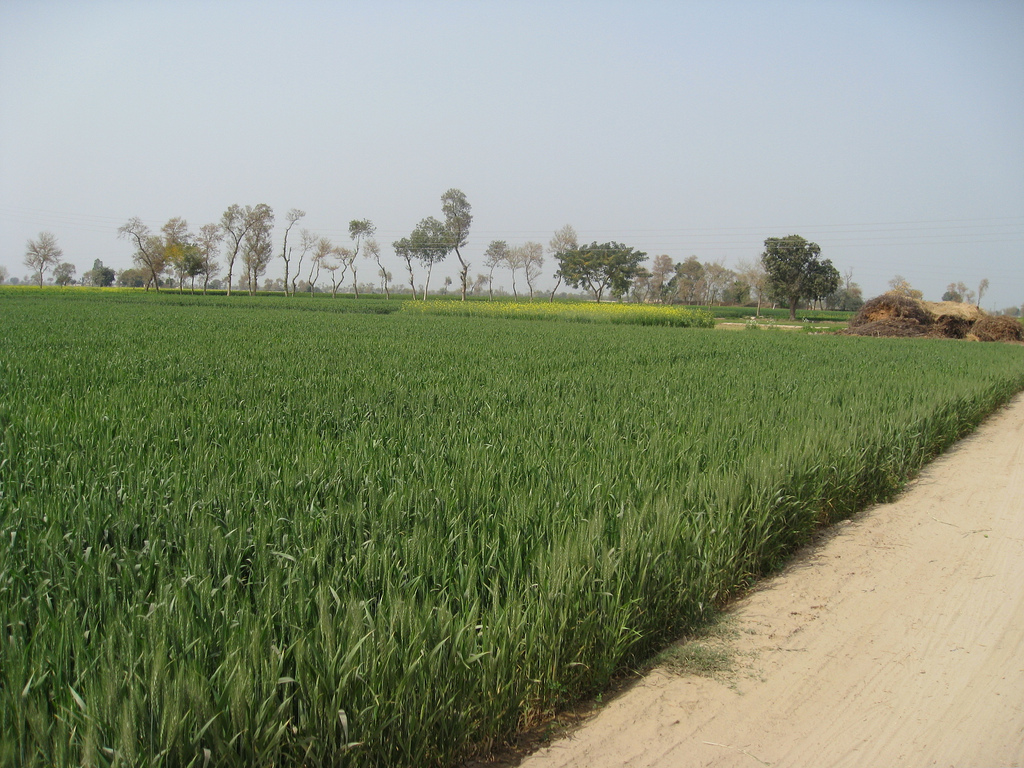
Wheat Fields
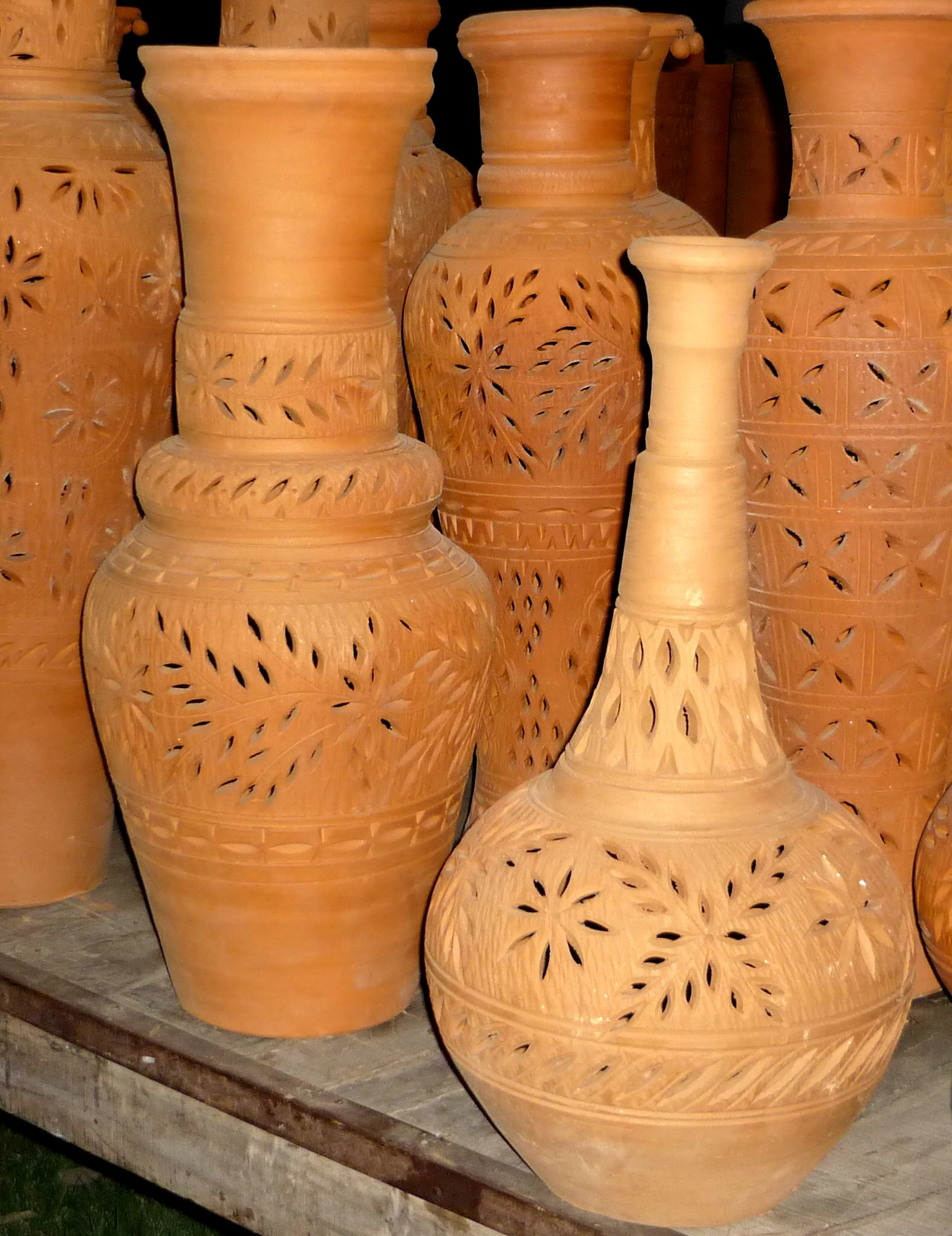
Different shapes of clay pots mostly made in Gujrat